# Пајнвил (Кентаки)
Пајнвил (енгл. Pineville) град је у америчкој савезној држави Кентаки.

## Демографија
По попису из 2010. године број становника је 1.732, што је 361 (-17,2%) становника мање него 2000. године.
| Група             | 2000.         | 2010.         |
| Белци             | 1.932 (92,3%) | 1.632 (94,2%) |
| Афроамериканци    | 90 (4,3%)     | 51 (2,9%)     |
| Азијати           | 5 (0,2%)      | 7 (0,4%)      |
| Хиспаноамериканци | 19 (0,9%)     | 18 (1,0%)     |
| Укупно            | 2.093         | 1.732         |